# Games as a Service
Games as a Service (GaaS) is een verdienmodel waarbij in de computerspelindustrie continu nieuwe content wordt aangeboden, vergelijkbaar met Software as a Service, waarmee de replay value (de mate waarin een spel opnieuw kan worden gespeeld) en motivatie op de lange termijn moeten worden verhoogd. 

## Beschrijving
Games as a Service is een methode om geld te verdienen met computerspellen nadat ze voor het eerst zijn verkocht of als ondersteuning van een gratis te spelen model. Games die volgens het GaaS-model worden uitgebracht, ontvangen in de loop van de tijd meestal een lange of onbepaalde stroom van nieuwe inhoud waarmee inkomsten worden gegenereerd om spelers aan te moedigen te blijven betalen om het spel te ondersteunen. Deze spellen worden ook wel aangeduid als "live games" omdat ze voortdurend veranderen met deze updates.
De belangrijkste reden voor de introductie van GaaS is het financiële aspect, dat een ontwikkelaar of uitgever de mogelijkheid geeft om meer geld uit de spelers te halen dan met slechts een enkele verkoop van een spel. Hoewel niet alle spelers bereid zijn extra geld uit te geven aan nieuwe inhoud, kan er van een klein aantal spelers voldoende vraag zijn om de dienst te ondersteunen.
GaaS heeft ook tot doel softwarepiraterij te verminderen, doordat spelers tegen lage bedragen al over extra inhoud kunnen beschikken. Bovendien kunnen bepaalde games worden gedraaid op een cloudserver, waardoor ze niet meer op computers en consoles van spelers hoeven te worden geïnstalleerd.

## Geschiedenis
Het idee van Games as a Service begon met de introductie van massively multiplayer online games (MMOG's of MMO's) zoals World of Warcraft, waar het abonnementsmodel van het spel de ontwikkelaar en uitgever continu inkomsten uit de creatie van nieuwe inhoud gaf. Een grote invloed op het gebruik van GaaS was de uitbreiding van mobiel gamen, waar vaak een sociaal element in zit, zoals een competitie met vrienden. De Chinese spelontwikkelaar Tencent Games was een van de eersten die in 2007 en 2008 tussenbeide kwam en verschillende manieren bedacht om geld te verdienen met zijn producten als dienstverlening aan Chinese gamers, en is sindsdien uitgegroeid tot 's werelds grootste aanbieder van mobiele computerspellen op basis van inkomsten.

## Vormen
Enkele vormen en voorbeelden van het GaaS-model zijn:
SpelabonnementVeel massively multiplayer online games (MMO's) gebruiken maandelijkse abonnementsmodellen. De inkomsten hieruit worden gebruikt om de servers te betalen waarop de spelsoftware draait, het onderhoud en beheer, licenties, en de ontwikkeling van nieuwe inhoud in het spel.
AbonnementsdienstDiensten zoals EA Play, Uplay en Xbox Game Pass geven abonnees volledige toegang tot een bibliotheek met computerspellen die digitaal worden aangeboden. De gebruiker kan deze spellen downloaden naar zijn computer of spelconsole om ze te spelen. Om te kunnen blijven spelen, moet de gebruiker het abonnement steeds verlengen. Meestal worden nieuwe spellen van tijd tot tijd geïntroduceerd.
CloudgamingMet diensten als PlayStation Now, GeForce Now of Google Stadia kunnen gebruikers games spelen die op servers in een datacenter draaien zonder deze spellen te hoeven downloaden of installeren. Het enige wat men nodig heeft is een snelle internetverbinding.
MicrotransactiesEen aankoop in een spel die extra inhoud biedt, zoals downloadbare inhoud, nieuwe levels, items, wapens, voertuigen, kleding, power-ups, spelvaluta en voorwerpen als loot boxes. Spelers hoeven deze (uiterlijke) voorwerpen niet per se met echt geld te kopen, het is ook mogelijk door te blijven spelen dat men bijvoorbeeld virtuele munten krijgt die omgewisseld kunnen worden.
Season PassSpellen met een seizoenspas bieden een of meer inhoudsupdates in de vorm van downloadbare inhoud gedurende ongeveer een jaar of een seizoen. Spellen zoals L.A. Noire, Destiny, Tom Clancy's Rainbow Six: Siege en Call of Duty: Black Ops II maken gebruik van dit model.
Battle PassEen verwant concept van de Season Pass is de Battle Pass (gevechtspas), die nieuwe aanpassingsopties en beloningen biedt die een speler kan verdienen door uitdagingen in een spel te voltooien, maar alleen nadat hij de Battle Pass heeft gekocht. De trend werd in 2017 vooral versterkt door het battle royale-genre als alternatief voor de controversiële loot boxes. Het eerste bekende voorbeeld van een Battle Pass is Dota 2. Andere bekende voorbeelden zijn Fortnite, PlayerUnknown's Battlegrounds, Apex Legends en Rocket League.